# یشیل‌یایلا (چلیخان)
یشیل‌یایلا (به ترکی استانبولی: Yeşilyayla) یک منطقهٔ مسکونی در ترکیه است که در چلیخان واقع شده‌است.